# Techo de vuelo

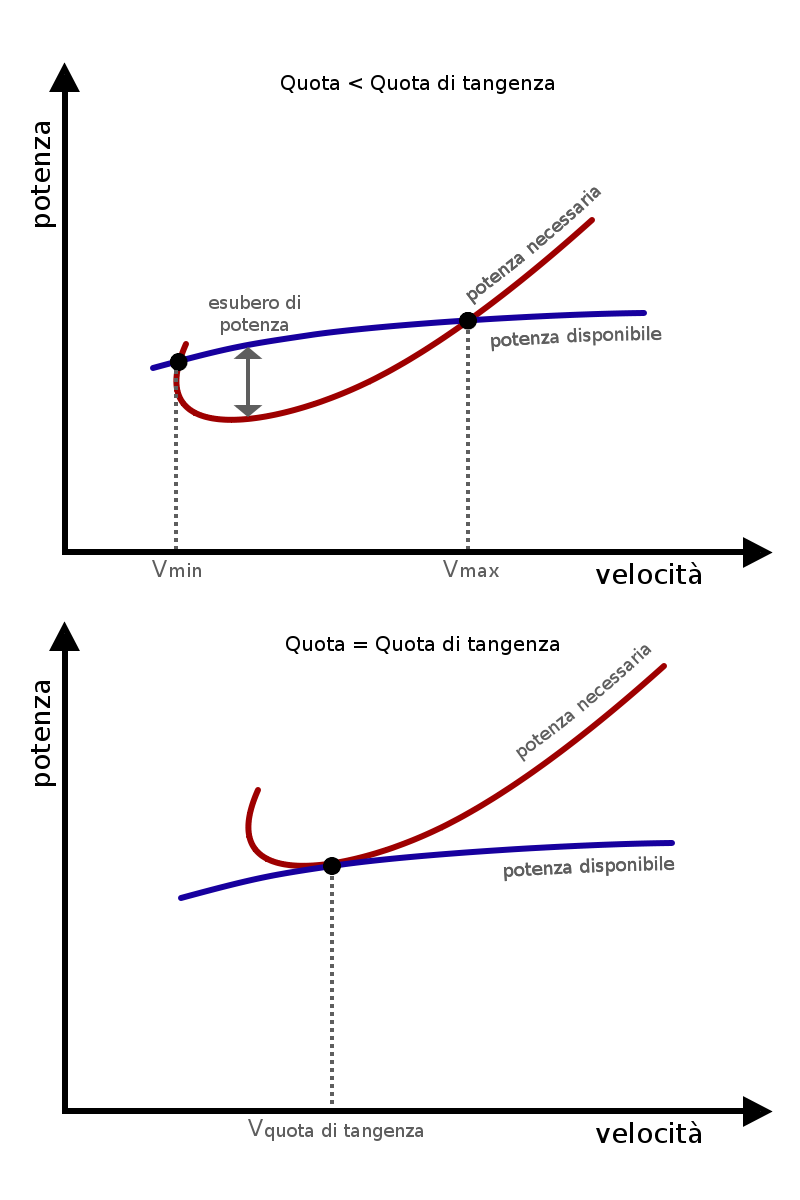
Gráfico que muestra la potencia requerida y la potencia disponible para un vuelo horizontal recto desde una aeronave propulsada por hélice en altitud general y en altitud tangente

En aeronáutica, el techo de vuelo es la altitud máxima que una aeronave o un misil pueden alcanzar en un conjunto de condiciones.

## Techo de vuelo operativo y techo de vuelo absoluto
Se distingue entre el techo de vuelo operativo (también llamado a veces «techo de vuelo práctico») y el techo de vuelo absoluto. El techo de vuelo operativo (o práctico) es la altitud máxima en la que una aeronave puede cumplir correctamente las funciones para las que ha sido concebida. El techo de vuelo absoluto es aún mayor que el techo de vuelo práctico y corresponde a la mayor altitud en la que una aeronave puede mantener el vuelo nivelado, aunque en el caso de aviones equipados con presurización de cabina también se llama techo de vuelo absoluto a la altitud en la que el sistema de presurización de la cabina ya no puede mantener un nivel suficiente de oxígeno para los pasajeros y tripulantes, y donde la diferencia de presión es tan grande como para poner a gran presión la cabina presurizada de la aeronave. La mayoría de los aviones comerciales y de negocios (aviones de línea y jets ejecutivos privados) tienen un techo de vuelo absoluto que ronda los 12.800 metros (42.000 pies) mientras que algunos jets de negocios pueden alcanzar los 15.850 metros (52.000 pies).
En inglés el término correspondiente a «techo de vuelo operativo» es service ceiling. Por esta razón, en muchas ocasiones, algunas personas hispanohablantes utilizan erróneamente el término «techo de servicio». En realidad, «techo de servicio» es un calco ilegítimo del inglés, los términos correctos en español para traducir correctamente service ceiling son «techo de vuelo operativo» o «techo de vuelo práctico».

## Cálculo del techo de vuelo teórico
Teóricamente, el techo de vuelo teórico o, en inglés, propulsive ceiling, es definido porque la velocidad y el empuje toman unos valores característicos: velocidad de referencia, {\displaystyle V_{R}}, y empuje de referencia, {\displaystyle T_{R}}.

{\displaystyle V_{R}={\sqrt {\frac {2W}{\rho S}}}\left({\frac {k}{C_{D_{0}}}}\right)^{\frac {1}{4}}}

{\displaystyle T_{R}={\frac {W}{E_{max}}}}

Para el cálculo es común usar las variables adimensionales {\displaystyle u={\frac {V}{V_{R}}}} y {\displaystyle z={\frac {T}{T_{R}}}}.

Por tanto, en el techo: {\displaystyle V=V_{R}} y {\displaystyle T=T_{R}}, es decir, {\displaystyle u=1} y {\displaystyle z=1}.
Este techo puede estar en la troposfera (por debajo de 11 000 m de altura en la atmósfera estándar) o en la estratosfera (por encima de 11 000 m). Para poder ubicarlo, se toma como referencia el valor del empuje adimensional máximo (esto es para el par motor máximo {\displaystyle \pi _{max}}) en la tropopausa (a 11 000 m de altura), denotado {\displaystyle z_{max}^{*}}.

De esta forma, como el empuje adimensional en el techo es igual a la unidad, si el empuje en la tropopausa {\displaystyle z_{max}^{*}} es menor a la unidad, 
el techo estará en la troposfera, y si es mayor a la unidad, estará en la estratosfera.

## Mayores techos de vuelo en la actualidad
| Techo de vuelo (metros)                            | Avión               | País                |
| 25.929                                             | SR-71 Blackbird     | Estados Unidos      |
| 25.000                                             | MiG 31              | Rusia               |
| 20.700 (con 4 misiles, 24.400 m en los modelos RB) | MiG-25              | Rusia               |
| 21.330                                             | U-2 Dragon Lady     | Estados Unidos      |
| 20.000                                             | F-22 Raptor         | Estados Unidos      |
| 19.815                                             | F-15 Eagle          | Estados Unidos      |
| 19.812                                             | Eurofighter Typhoon | Unión Europea       |
| 19.800                                             | Sukhoi Su-35        | Rusia               |
| 18.500                                             | Sukhoi Su-27        | Rusia               |
| 18.300                                             | Concorde            | Francia Reino Unido |
| 18.013                                             | MiG-29              | Rusia               |
| 17.500                                             | MiG-19              | Rusia               |
| 15.240                                             | B-52                | Estados Unidos      |
| 15.200                                             | B-2                 | Estados Unidos      |
| 13.716                                             | F-117               | Estados Unidos      |
| 13.415                                             | XF-11               | Estados Unidos      |
| 13.115                                             | A-380               | Unión Europea       |